# Коллингвуд, Катберт
Катберт Коллингвуд, 1-й барон Коллингвуд (англ. Cuthbert Collingwood, 1st Baron Collingwood; 26 сентября 1748, Ньюкасл-апон-Тайн, Нортамберленд — 7 марта 1810, Маон) — британский вице-адмирал.

## Биография
На морской службе был с 1761 года. В 1781 году, командуя фрегатом «Пеликан» в ост-индских водах, потерпел крушение. В войнах с Францией участвовал в сражении 1 июня 1794 года, в блокаде Тулона и в сражении у мыса Сент-Винцент 14 февраля 1797 года. 
12 февраля 1799 года Катберт Коллингвуд был произведен в чин контр-адмирала белой эскадры, 1 января 1801 года — в чин контр-адмирала красной эскадры. 
В 1799 году Коллингвуд участвовал в блокаде Бреста. В 1805 году блокировал Ферроль. В Трафальгарском сражении (1805), командуя подветренной колонной, первым прорвал неприятельскую линию. После смерти Нельсона принял командование и завершил разгром неприятеля, за что получил титул пэра Англии. 
Умер главнокомандующим британского флота Средиземного моря.

## Память
Имя адмирала было увековечено в названии нескольких кораблей британского флота, HMS Collingwood. Первым из них был 80-пушечный линейный корабль 2-го ранга (1841—1867), затем — броненосец (1882—1909), третьим стал дредноут типа «Сент-Винсент» (1908—1922), а с 1940 года это название носит воинская часть, тренировочный лагерь для новобранцев КВМС.

## Звания
- вице-адмирал красной эскадры (9 ноября 1805 года)